# Ferrite de cobalt
Pour les articles homonymes, voir Ferrite.
Le ferrite de cobalt est un ferrite semi-dur dont la formule chimique est CoFe2O4 (CoO · Fe2O3). La substance peut être considérée comme un matériau magnétique doux ou dur, mais est généralement classée comme un matériau semi-dur.

## Applications
Il est principalement utilisé pour ses applications magnétostrictives comme les capteurs et les actionneurs grâce à sa magnétostriction à saturation élevée (~200 ppm). Le CoFe2O4 présente également les avantages d’être exempt de terres rares, ce qui en fait un bon substitut au Terfenol-D. De plus, ses propriétés magnétostrictives peuvent être ajustées en induisant une anisotropie uniaxiale magnétique. Cela peut être fait par recuit magnétique, compactage assisté par champ magnétique ou réaction sous pression uniaxiale. Cette dernière solution a l’avantage d’être ultra rapide (20 min) grâce à l’utilisation du frittage par plasma d'étincelle. L’anisotropie magnétique induite dans la ferrite de cobalt est également bénéfique pour améliorer l’effet magnétoélectrique (en) dans le composite.
Le ferrite de cobalt peut également être utilisé comme électrocatalyseur pour la réaction d’évolution de l’oxygène et comme matériau pour la fabrication d’électrodes pour les condensateurs électrochimiques (également appelés supercondensateurs) pour le stockage de l’énergie. Ces utilisations tirent parti des réactions d’oxydoréduction qui se produisent à la surface de la ferrite. De la ferrite de cobalt préparée avec une morphologie et une taille contrôlées pour augmenter la surface, et donc le nombre de sites actifs, a été publiée. L’un des inconvénients de la ferrite de cobalt pour certaines applications est sa faible conductivité électrique. Des nanostructures de ferrite de cobalt de forme différente peuvent être synthétisées sur des substrats conducteurs, tels que l’oxyde de graphène réduit, pour atténuer cet inconvénient.